# Байкулов, Вадим Владимирович
Вади́м Влади́мирович Байку́лов (род. 27 августа 1975, Михайловка, Волгоградская область, РСФСР, СССР) — российский спецназовец, офицер Командования сил специальных операций Генерального штаба Вооружённых сил Российской Федерации, полковник, Герой Российской Федерации (2016).

## Биография
Вадим Владимирович родился в городе Михайловка Волгоградской области. В детстве и юношестве занимался спортом.
В 1992 году поступил, а в 1997 году окончил Рязанское высшее воздушно-десантное командное училище. Проходил службу на командных должностях. Командовал 370-м отдельным отрядом специального назначения 16-й отдельной бригады специального назначения Главного разведывательного управления Генерального штаба Вооружённых сил Российской Федерации (в настоящее время Главное управление).
Принимал участие в ряде военных операций, в том числе во время второй чеченской войны. Окончил Военную академию Генерального штаба Вооружённых сил Российской федерации. С 2015 года участвовал в Военной операции России в Сирии.
Указом Президента Российской Федерации от 16 марта 2016 года Вадим Владимирович Байкулов, полковник, офицер Командования сил специальных операций Генерального штаба Вооружённых сил Российской Федерации за героизм, мужество и отвагу, проявленные при исполнении воинского долга, удостоен звания Героя Российской Федерации. Награда вручена 17 марта 2016 года в Кремле.
Имеет классную квалификацию «Военный специалист 1-го класса».

## Награды
- Герой Российской Федерации (16.03.2016 Золотая Звезда № 1052);
- Орден «За заслуги перед Отечеством» 4 степени с мечами;
- три ордена Мужества (24.03.2000, 14.05.2002, 26.05.2004);
- орден «За военные заслуги»;
- медаль ордена «За заслуги перед Отечеством» 2 степени (07.06.2000);
- медаль «За воинскую доблесть» 1 степени;
- медаль «За воинскую доблесть» 2 степени;
- медаль «За возвращение Крыма»;
- медаль «Участнику военной операции в Сирии»;
- медаль  «За отличие в военной службе» 1 степени;
- медаль  «За отличие в военной службе» 2 степени;
- медаль  «За отличие в военной службе» 3 степени.